# 林啓子 (日本舞踊)
林啓子（1934年6月15日生）は日本舞踊林流 徳島県代表 総師範 花柳寿晃に師事。城東高校卒業　趣味　手芸　日本舞踊林流を通して阿波の文芸史に新風を吹き込み十三回にわたる「啓子の会」「三ツ蝶の会」は満席、喝采を博し、一時代を風靡してきた。二代目家元林与一、分家林啓二と共に、徳島県内に林流を広め一時代を築いた。
林流流祖　二代目林又一郎（初代中村鴈治郎の長男。前名林長三郎。明治26年～昭和41年）。二代目家元林与一、分家林啓二。

## 舞台公演日・演目
- 昭和54年4月13日　「旅路の花婿」　啓二・啓子
- 昭和55年11月2日　「大原女奴」　啓子
- 昭和57年11月28日　「鏡獅子」（胡蝶）　啓二・啓子・啓遊
- 「橋弁慶」　啓二・啓子
- 昭和60年3月17日　「松の羽衣」　啓二・啓子
- 昭和60年12月8日　「おちょぼ猫」　啓子
- 平成3年11月24日　「おはん」　啓二・啓子
- 平成7年6月11日　「松の羽衣」　与一・啓子
- 平成10年5月10日　「戻駕」　与一・啓子
- 平成14年4月21日　「釣女」　与一・啓二・川上やよい・啓子
- 平成17年4月24日　「黒髪」　啓子
- 平成21年4月26日　「末広狩り」　啓二・啓子
- 平成24年7月1日　「鶴亀」　啓二・啓子